# L'Épouse, l'Amante et la Secrétaire
Pour plus de détails, voir Fiche technique et Distribution.
L'Épouse, l'Amante et la Secrétaire (女新入社員 5時から9時まで, Onna shinnyū-shain: 5-ji kara 9-ji made) est une comédie érotique réalisée par Katsuhiko Fujii, sortie en 1982.

## Synopsis
Tokyo, 1982. Dans une entreprise, un patron phallocrate, Goro, recrute sa maîtresse, mademoiselle Kuwano, pour qu'elle devienne sa directrice adjointe. Il ne s'agit qu'un prétexte pour la voir facilement mais il veut la transformer en call-girl pour faciliter la signature de gros contrats avec des Américains. Pour faire ses preuves et l'occasion de la signature d'un contrat avec un entrepreneur étranger, elle engage même une lycéenne vierge en guise de cadeau de bienvenue. Mais elle s'aperçoit vite que son boss l'utilise et qu'il la trompe avec sa secrétaire. Dévastée, elle rencontre son épouse, qui n'est d'autre que la fille de l'actionnaire principal de l'entreprise, et la secrétaire, également cocufiée, pour fomenter une vengeance contre le coureur de jupons. Le trio de femmes humiliées le séquestrent et l'obligent à coucher avec elles jusqu'à l'épuisement et la mort... Mais ce n'était qu'une menace. Elles préfèrent le rendre impuissant pour trois ans grâce à un puissant calmant fourni par un étrange patron de sex-shop. Muté en Alaska, l'homme d'affaires est aussitôt rejoint par les trois femmes, encore amoureuses de lui malgré son infidélité...

## Fiche technique
- Titre original : 女新入社員 5時から9時まで (Onna shinnyū-shain: 5-ji kara 9-ji made?)
- Titre français : L'Épouse, l'Amante et la Secrétaire[1]
- Réalisation : Katsuhiko Fujii
- Scénario : Shigeko Satō
- Montage : Shinji Yamada
- Musique : Hachiro Kai
- Photographie : Minoru Yoneda
- Production : Miyo Akiyama
- Société de production et distribution : Nikkatsu
- Pays d'origine :  Japon
- Langue originale : japonais
- Format : couleur
- Genre : comédie érotique, roman porno
- Durée : 67 minutes
- Date de sortie : 
  - Japon : 12 mars 1982
  - France : 5 mai 2010 (DVD)

## Distribution
- Junko Asahina : Chieko Kuwano
- Nami Misaki : Mari Makimura, la secrétaire
- Yuki Yoshizawa : Mari Kashiwabara
- Shin'ichi Arai
- Yūzō Hidaka
- Tamaki Komiyama : Shigeru Yamamoto
- Masakazu Kuwayama : Onogi
- Yōichirō Sanada : Imai
- Hitoshi Takagi : le propriétaire du sex-shop
- Miki Yamaji : Eriko
- Jun'ichirō Yamashita : Taisuke Makimura